# Tetartostylus tibialis
Tetartostylus tibialis är en insektsart som beskrevs av Nast 1985. Tetartostylus tibialis ingår i släktet Tetartostylus och familjen dvärgstritar. Inga underarter finns listade i Catalogue of Life.